# Прогресс мировых рекордов в смешанной комбинированной эстафете 4 × 100 м в 50-метровом бассейне
Прогресс мировых рекордов в смешанной комбинированной эстафете 4×100 метров в 50-метровом бассейне — эта статья включает в себя прогрессию мирового рекорда и показывает хронологическую историю мировых рекордов в смешанной комбинированной эстафете 4×100 метров в 50-метровом бассейне. Смешанная комбинированная эстафета 4×100 метров — это эстафета, в которой принимают участие двое мужчин и две женщины, каждый из четырех пловцов команды в определённом регламентом соревнований или в произвольном порядке проплывает 100-метровый отрезок в следующей последовательности:
1. На спине (старт из воды)
2. Брассом
3. Баттерфляем
4. Вольным стилем
Мировые рекорды ратифицируется и регламентируются ФИНА.
Прогресс мировых рекордов в смешанной комбинированной эстафете 4×100 метров в 50-метровом бассейне
| № | Время   |     | Имя | Национальность | Дата                | Соревнование     | Место             |
| - | ------- | --- | --- | -------------- | ------------------- | ---------------- | ----------------- |
| 1 | 4:13.47 |     | (1:06.61) Элли Дэй (1:09.81) Майк Херли (58.63) Тэйнер Куртц (58.42) Липс Хейли                         | США            | 26 сентября 2013 г. | IU Fall Frenzy   | Блумингтон, США   |
| 2 | 3:48.74 | [?] | Андрей Шабасов Вероника Попова Андрей Николаев Дарья Устинова                                           | Россия         | 16 мая 2014 г.      | Чемпионат России | Москва, Россия    |
| 3 | 3:44.02 |     | (53.68) Кристофер Уокер-Хебборн (59.30) Адам Пити (57.51) Джемма Лоу (53.53) Франческа Халсолл          | Великобритания | 19 августа 2014 г.  | Чемпионат Европы | Берлин, Германия  |
| 4 | 3:41.71 |     | (52.94) Кристофер Уокер-Хебборн (57.98) Адам Пити (57.02) Шивон-Мэри О’Коннор (53.77) Франческа Халсолл | Великобритания | 5 августа 2015 г.   | Чемпионат мира   | Казань, Россия    |
| 5 | 3:40.28 | к   | (52.34) Райан Мерфи (58.95) Кевин Кордес (56.17) Келси Уоррелл (52.82) Мэллори Комерфорд                | США            | 26 июля 2017 г.     | Чемпионат мира   | Будапешт, Венгрия |
| 6 | 3:38.56 |     | (52.32) Мэтт Греверс (1:04.15) Лилли Кинг (49.92) Калеб Дрессел (52.17) Симона Мануэль                  | США            | 26 июля 2017 г.     | Чемпионат мира   | Будапешт, Венгрия |
| 7 | 3:38.41 | к   | (52.45) Сюй Цзяюй (57.96) Янь Цзыбэй (55.32) Чжан Юфэй (52.68) Янь Цзюньсюань                           | Китай          | 1 октября 2020 г.   | Чемпионат Китая  | Циндао, Китай     |
| 9 | 3:37.43 |     | (52.08) Райан Мерфи (58.29) Ник Финк (55.18) Гретчен Уолш (51.88) Торри Хаск                            | США            | 3 августа 2024 г.   | Олимпийские игры | Париж, Франция    |

Примечания к таблице: # — рекорд ожидает ратификации в FINA;
Рекорды в стадиях: к — квалификация; пф — полуфинал; э — 1-й этап эстафеты; эк −1-й этап эстафеты квалификация; б — финал Б; † — в ходе более длинного заплыва; зв — заплыв на время.